# 釣巻和
釣巻 和（つりまき のどか、1987年 - ）は、日本の漫画家。東京都出身。
同人活動を経て、商業誌に執筆を開始する。
釣巻和は本名(旧姓)。以前は子毬和（こまり のどか）のペンネームでも活動していた。2012年5月5日結婚。父親は装丁家・デザイナーの釣巻敏康。

## 受賞歴
- 「ゆめうつつ、ゆめ」2006年アフタヌーン四季賞、秋 準入選。

## 作品リスト

### 連載作品
- 童話迷宮（2007年 - 2008年、『デジコミ新潮コム・コム』、新潮社、原案：小川未明）
- くおんの森（2007年 - 2014年、『月刊COMICリュウ』、徳間書店、隔月連載）
- 水面座高校文化祭（2009年 - 2011年、『good!アフタヌーン』、講談社）全3巻
- あづさゆみ（2012年、『Cocohana』、集英社）
- ヨマイヤマイヤのこどもたち（2013年、『コミック怪』、角川書店）
- のの湯（2014年 - 2018年、『もっと!』、『Champion タップ!』2014年12月4日 - 2018年6月28日、秋田書店、原案協力：久住昌之）既刊3巻
  - 日々のの湯（2018年 - 2019年、『Eleganceイブ』2018年6月号 - 2019年5月号）※スピンオフ
- 聖血の海獣（2017年 - 、『ITAN』37号 - 43号、『コミックDAYS』2018年8月 - 、講談社）既刊3巻

### 読み切り作品
- 真夜中商店街
  1. 星月夜神社
  2. 飴玉屋
- ニンピニンのおしゃべり
- 雪
- ある男の手記
- 白い杯
- ふしぎの本
  1. 裏庭
  2. 昇降口前
  3. 四年二組
  4. 小町先生
- カーテンコール
- 月のナイフ（2007年、『デジコミ新潮コム・コム』、新潮社）
- うさぎ装束（2007年、『月刊COMICリュウ』7月号、徳間書店）
- 家族の食卓（2007年、『月刊アフタヌーン』10月号、講談社）
- 鳩居的懐古録（2009年、『つぼみ』vol.1、芳文社）
- 額装（2016年、『ITAN』32号、講談社）

### 挿絵・イラスト
- ピアニッシシモ（2011年6月10日、著：梨屋アリエ、青い鳥文庫、講談社）
- 天山の巫女ソニン（2011年9月7日 - 2015年3月5日、著：菅野雪虫、講談社ノベルス、講談社）全5巻
- ベッドタイム・ストーリー（2011年9月16日、著：乙一、朗読：坂本真綾、星海社FICTIONS 星海社朗読館、星海社）
- ダイアログ・イン・ザ・ダーク（2012年10月16日、著：乙一、朗読：栗山千明、星海社FICTIONS 星海社朗読館、星海社）
- 精霊の乙女 ルベト（2016年9月2日 - 2018年11月3日、著：相田美紅、講談社X文庫ホワイトハート、講談社）全3巻
- ダイアナ・ガーネット「いごのうた」（2020年1月15日） - シングルジャケット